# Reed Smoot

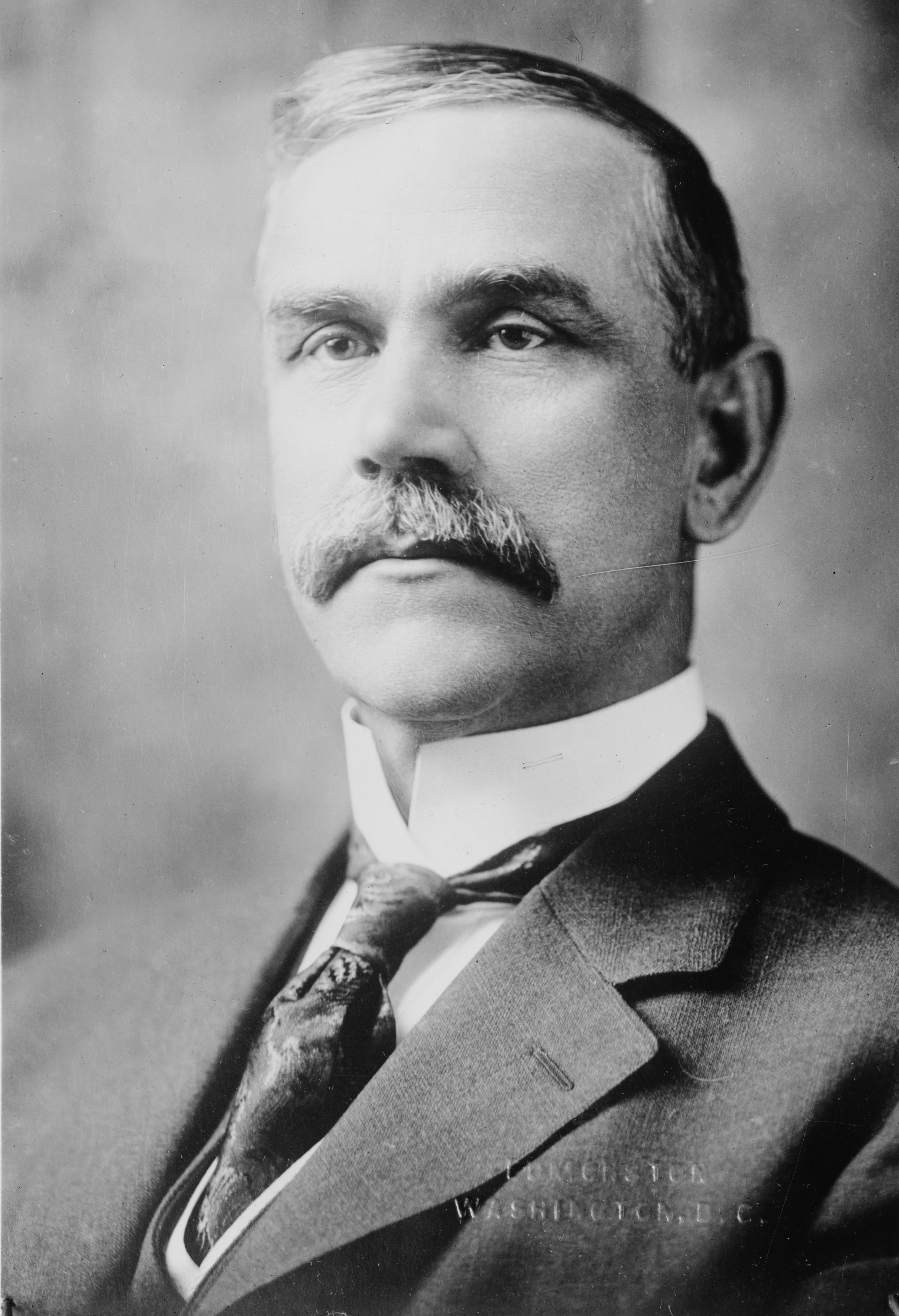
Reed Smoot

Reed Owen Smoot (* 10. Januar 1862 in Salt Lake City, Utah; † 9. Februar 1941 in Saint Petersburg, Florida) war ein US-amerikanischer Politiker und führendes Mitglied der Kirche Jesu Christi der Heiligen der Letzten Tage. Er war Mitglied des Kollegiums der Zwölf Apostel von 8. April 1900 bis zu seinem Tod. Smoot gehörte von 1903 bis 1933 für Utah dem Senat der Vereinigten Staaten an. Seit 1884 war er mit Alpha M. Eldredge aus Salt Lake City verheiratet, mit der er sieben Kinder hatte.

## Leben
Smoot wurde am 10. Januar 1862 als Sohn von Abraham Owen Smoot und Anne Kerstin Morrison in Salt Lake City geboren. 1874 zog er mit seinen Eltern nach Provo um und besuchte örtliche Schulen. Er machte 1879 seinen Abschluss an der Brigham Young Academy (jetzt Brigham Young University). Danach diente er als Missionar seiner Kirche in England und war anschließend in unterschiedlichen geschäftlichen Unternehmungen engagiert. Am 8. April 1900 berief ihn Präsident Lorenzo Snow ins Kollegium der Zwölf Apostel, wo er die Lücke füllen sollte, die durch den Tod von Franklin D. Richards entstanden war. Mit Zustimmung der Ersten Präsidentschaft ließ er sich von den Republikanern 1902 für den Senat aufstellen und gewann die Wahl mit Wiederwahlen 1908, 1914, 1920 und 1926. Als er 1932 nochmals antrat, verlor er gegen den Demokraten Elbert D. Thomas. In der Folge bekleidete er nur mehr sein Apostelamt bis zu seinem Tod.

## Kontroverse
Da Smoot ein Mitglied der Kirche Jesu Christi der Heiligen der Letzten Tage war, kam es unmittelbar nach seiner Wahl zu einer heftigen, vier Jahre dauernden Diskussion, ob er überhaupt moralisch qualifiziert wäre, im US-Senat zu sitzen. Das Argument war, dass die Mitgliedschaft in einer die Polygamie vertretenden Religionsgemeinschaft jemanden unwürdig für den US-Senat mache. Der Vorwurf lautete, dass die Kirche, obwohl sie mit der Amtlichen Erklärung Nr. 1 im Jahr 1890 die Praxis der Polygamie offiziell beendet hatte, insgeheim immer noch polygame Ehen schließen würde. Als prominentester Zeuge wurde der Präsident der Kirche, Joseph F. Smith, vernommen. Schließlich wurde Smoot zugelassen, nachdem die Kirche in einer weiteren amtlichen Erklärung unmissverständlich erklärt hatte, dass es keine weiteren polygamen Eheschließungen mehr geben werde.

## Politische Tätigkeit
Smoot gehörte verschiedenen Senatsausschüssen an und übernahm auch den Vorsitz von einigen. Gemeinsam mit Senator Willis C. Hawley aus Oregon verfasste er als Vorsitzender des Finanzausschusses den Smoot-Hawley Tariff Act von 1930. Dieses protektionistische Zollgesetz führte zur Erhebung von sehr hohen Importzöllen auf landwirtschaftliche Produkte in der Absicht, die Wirtschaftskrise für US-Farmer abzumildern.
Zusätzlich war Smoot in der Republikanischen Partei aktiv.